# Adiže
Adiže (italsky Adige, ladinsky Adesc, benátsky Àdexe, lombardsky Adiss, německy Etsch, latinsky Athesis) je řeka v severní Itálii (regiony Trentino-Alto Adige, Benátsko). Je 415 km dlouhá, a je tak druhou nejdelší řekou v zemi po Pádu. Povodí má rozlohu 12 200 km², z čehož se tři čtvrtiny nacházejí v Alpách.

## Průběh toku
Pramení na západě Ötztalských Alp nedaleko obce Reschen (Resia) ve výšce asi 1550 m n. m. Krátce po vzniku vtéká do rozlehlého přehradního jezera Reschensee (Lago di Resia, 1482), které je charakteristické z vody vyčnívající kostelní věží původní obce Alt Graun, evakuované a zaplavené v roce 1953 při napouštění jezera po výstavbě přehrady. Nedaleko pod přehradou vytváří řeka přírodní jezero Haidersee (Lago della Muta, 1450). Až do blízkosti Verony teče Adiže hlubokými alpskými údolími, z nichž nejvýznamnějším je dlouhé údolí Vinschgau (Val Venosta). Pod Veronou pak protéká plochou Pádskou nížinou. Několika průtoky je spojená s paralelně tekoucí řekou Pád a při ústí do Benátského zálivu Jaderského moře vytvářejí tyto dvě řeky společnou deltu.
Nejvýznamnějšími přítoky jsou zleva Passer, Isarco (Eisack) a Avisio a zprava Plima, Falschauer a Noce.

## Vodní režim
Adiže je se svým průměrným ročním průtokem 235 m³/s čtvrtou nejvodnatější řekou v Itálii, po Pádu, Ticinu a Tibeře. Vyšší vodní stavy nastávají na jaře a na podzim, kdy dochází na dolním toku nezřídka k povodním. Průtok v takových případech může dosahovat 3500 až 4000 m³/s. 
Pro regulaci povodňové vlny byl vybudován a v roce 1959 tunel, spojující řeku s jezerem Lago di Garda. Tunel začíná severně od městečka Mori a do jezera ústí jižně od obce Torbole. Od svého vzniku do roku 2017 byl tunel použit 11 krát. Při povodni v roce 1965 proteklo tunelem asi 80 milionů m3 vody, což způsobilo vzestup hladiny jezera o 21 cm.

## Využití
Řeka je částečně regulovaná zdymadly. Na řece je možná lodní doprava do vzdálenosti 350 km od ústí. Využívá se také k zisku vodní energie. 
Leží na ní města Glurns/Glorenza, Merano, Trento, Rovereto, Bussolengo, Verona, Legnago a Cavarzere, poblíž také Bolzano a Rovigo.

## V kultuře
Řeka je zmíněna v první sloce písně Deutschlandlied (Das Lied der Deutschen – „Píseň Němců“), jejíž třetí sloka dnes tvoří německou hymnu. V šestém verši jsou použita slova "von der Etsch bis an den Belt", v českém jazyce "od Adiže až po Belt". Tento verš symbolizoval v době, kdy byla báseň jejím autorem A. H. Hoffmannem von Fallerslebenem napsána, oblast rozšíření německého národa. V Jižním Tyrolsku, přesněji v autonomní provincii Bolzano (Italy zvané též Alto Adige neboli „Horní Adiže“), tvoří němčina dosud převažující mateřský jazyk.